# Брейтовская свинья
Бре́йтовская порода — российская порода свиней универсального направления продуктивности.

## История
Выведена в первой половине XX века в Брейтовском районе, Некоузском и Рыбинском районах Ярославской области скрещиванием местных позднеспелых свиней с породами датской, латвийской, эстонской вислоухой, средней белой, полесской пёстрой, крупной белой; по другому источнику — крупной белой, средней белой, литовской белой и датскими ландрасами; по третьему — крупной белой, украинской белой, латвийской и датской.
Бессистемное скрещивание этих пород началось ещё в 1905 году, но плановая племенная работа — только в 1934 году с организацией Брейтовского государственного племенного рассадника. Утверждена порода в 1948 году. В 1949 году директор Брейтовского государственного племенного рассадника В. М. Федоринов, старший селекционер Г. Ф. Махонина, зоотехник В. Ф. Князев, заведующая племенной свиноводческой фермой колхоза имени М. Горького Е. И. Смирнова за выведение породы были награждены Сталинской премией 3-й степени.
В послевоенный период порода быстро распространилась и в 1960-е годы разводилась более чем в 30 областях РСФСР; в 1980-е годы разводились в основном в Ярославской, Псковской, Ленинградской и Смоленской областях. Лучшими племенными хозяйствами были фермы Брейтовской государственной станции по племенной работе и племенные совхозы «Волосовский № 5» Ленинградской области и «Городище» Псковской области. На 1 января 1969 года в СССР было 47,6 тысяч свиней брейтовской породы. В это время имелось 16 высокопродуктивных линий (лучшие — Балета, Ветерка, Шомки) и 24 семейства (лучшие — Белянки, Калины, Лиры).
В конце XX — начале XXI века велась селекция в мясном направлении с использованием породы ландрас. В 2000-х годах породу разводили в Ярославской, Ленинградской, Псковской, Смоленской областях и Татарстане.

## Характеристика
Строго говоря, эти животные относятся к мясо-сальным породам, то есть, при накоплении жира рост мышечной ткани не прекращается, так что появляется и сало, и вкусное не слишком жирное мясо. Однако отличительным признаком брейтовской породы являются крупные габариты животного, что и позволяет считать ее лучшей и среди сальных, и среди универсальных пород. 
Голова средней длины со слегка укороченным рылом (но не мопсовидная) и заметным изгибом профиля. Длинные свисающие уши. Средней длины шея. Широкая и глубокая грудь. Округлые хорошо выполненные бока. Ровная широкая спина. Умеренно спущенный крестец. Развитые окорока. Крепкие правильно поставленные ноги.
Кожа плотная, иногда со складками, щетина густая. Белая масть. Встречаются животные с пигментированной кожей.
Длина туловища хряков — 165—170 см, до 180 см; маток — 155—160 см, до 175 см. Живая масса хряков — 300—350 кг, до 400 кг; маток — 220—260 кг, до 350 кг.
Хорошо приспособлены к пастбищному содержанию в условиях северо-запада России.
Животные брейтовской породы в племенных хозяйствах характеризуются следующими показателями: масса хряков в возрасте 36 мес. — 297 кг, свиноматок — 236 кг; длина туловища хряков — 177 см, свиноматок — 161 см. Многоплодие свиноматок составляет 10,5 голов, молочность — 51 кг; масса гнезда в 2-месячном возрасте — 157 кг. На контрольном откорме свиньи брейтовской породы имеют возраст достижения массы 100 кг — 208 дней, затраты корма на 1 кг прироста — 3,98 кормовых единицы, толщину шпига — 31 мм, длину туши — 93 см, массу заднего окорока — 10,3 кг. 
Рекордистом брейтовской породы признан хряк, принадлежащий племсовхозу “Городище” Псковской области, Талисман 55. Его показатели: среднесуточный прирост 724 г, затраты корма на 1 кг прироста — 3,82 кормовых единицы, длина туши — 96 см, толщина шпига — 28 мм.
Высокая плодовитость — два опороса в год, 10—12 поросят в опоросе, первоопорос — 9-10 поросят, рекорд — 15-17 поросят. Рекордистка — свиноматка Роза 56, за 9 лет давшая 16 опоросов с 206 поросятами. Молочность — 65—70 кг, рекорд — 85-90 кг. Хорошая скороспелость — быстро растут на картофеле и других сочных кормах (бобовое сено, обрат, мякина). Молодняк к 6,5—7-месячному возрасту может весить 90—100 кг, даёт хороший бекон.
Толщина шпика над VI—VII грудным позвонком 37 мм, площадь «мышечного глазка» 28,5 см². Выход постного мяса в туше 53-54 %.